# 2. Division 2022-2023
La 2. Division 2022-2023 è stata la 78ª edizione della terza categoria del campionato danese di calcio.

## Stagione
Novità 
Al termine della stagione 2021-2022, l'Middelfart e il FA 2000 sono state retrocesse in 3. Division, mentre l'Hillerød e il Næstved sono approdate in 1. Division. Al loro posto sono state promosse dalla 3. Division il Roskilde e il Frem, e sono state retrocesse dalla 1. Division l'Esbjerg e lo Jammerbugt
Da notare come il Jammerbugt ha giocato solamente 3 partite prima di dichiarare bancarotta. Così facendo dalla 4ª giornata in avanti tutte le partite verranno perse 3-0 a tavolino per l'avversario.
A fine stagione verrà retrocesso direttamente in Jyllandsserien.

### Formula
Prima fase
Le 12 squadre partecipanti si affrontano in un gironi di andata-ritorno, per un totale di 22 giornate.
Seconda fase
Il gruppo viene diviso in 2 gruppi da 6: il gruppo promozione (dalla 1ª alla 6ª classificata) e il gruppo retrocessione (dalla 7ª alla 12ª classificata) mantenendo i punti guadagnati nella prima fase.
Le squadre di ogni gruppo si affrontano 2 volte a testa.
Le squadre classificate al primo e al secondo posto ottengono la promozione in 1. Division 2023-2024.
Le ultime due classificate retrocederanno direttamente in 3. Division 2023-2024.

## Squadre partecipanti
| Club          | Stagione | Città      | Stadio                       | Stagione 2021-22        |
| ------------- | -------- | ---------- | ---------------------------- | ----------------------- |
| Aarhus Fremad | dettagli | Aarhus     | Riisvangen Stadium           | 7º posto in 2.Division  |
| AB            | dettagli | Copenaghen | Gladsaxe Stadium             | 5º posto in 2.Division  |
| B.93          | dettagli | Copenaghen | Østerbro Stadion             | 4º posto in 2.Division  |
| Brabrand      | dettagli | Brabrand   | Brabrand Stadion             | 4º posto in 1.Division  |
| Esbjerg       | dettagli | Esbjerg    | Blue Water Arena             | 11º posto in 1.Division |
| Frem          | dettagli | Copenaghen | Valby Idrætspark             | 2º posto in 3.Division  |
| Hellerup      | dettagli | Hellerup   | Gentofte Sportspark          | 6º posto in 2.Division  |
| Jammerbugt    | dettagli | Pandrup    | Sparekassen Vendsyssel Arena | 12º posto in 1.Division |
| Kolding IF    | dettagli | Kolding    | Kolding Stadium              | 8º posto in 2.Division  |
| Roskilde      | dettagli | Roskilde   | Roskilde Idrætspark          | Vincitore 3. Division   |
| Skive         | dettagli | Skive      | Spar Nord Arena              | 9º posto in 2. Division |
| Thisted       | dettagli | Thisted    | Sparekassen Thy Arena        | 3º posto in 2.Division  |

## Prima fase

### Classifica
|  | Pos. | Squadra       | Pt | G  | V  | N | P  | GF | GS | DR  |
|  | ---- | ------------- | -- | -- | -- | - | -- | -- | -- | --- |
|  | 1.   | B.93          | 50 | 22 | 16 | 2 | 4  | 47 | 24 | +23 |
|  | 2.   | Aarhus Fremad | 48 | 22 | 14 | 6 | 2  | 47 | 19 | +28 |
|  | 3.   | Kolding IF    | 47 | 22 | 14 | 5 | 3  | 44 | 18 | +26 |
|  | 4.   | Esbjerg       | 43 | 22 | 13 | 4 | 5  | 42 | 23 | +19 |
|  | 5.   | AB            | 42 | 22 | 12 | 6 | 4  | 51 | 28 | +23 |
|  | 6.   | Thisted       | 28 | 22 | 8  | 4 | 10 | 26 | 31 | -5  |
|  | 7.   | Brabrand      | 26 | 22 | 7  | 5 | 10 | 24 | 33 | -9  |
|  | 8.   | Hellerup      | 24 | 22 | 7  | 3 | 12 | 25 | 41 | -16 |
|  | 9.   | Skive         | 23 | 22 | 5  | 8 | 9  | 27 | 35 | -8  |
|  | 10.  | Roskilde      | 21 | 22 | 5  | 6 | 11 | 31 | 34 | -3  |
|  | 11.  | Frem          | 16 | 22 | 3  | 7 | 12 | 23 | 38 | -15 |
|  | 12.  | Jammerbugt    | 0  | 22 | 0  | 0 | 22 | 1  | 64 | -63 |

Legenda:
      ammesso ai play-off promozione
      ammesso ai play-out retrocessione 
Note:

Tre punti a vittoria, uno a pareggio, zero a sconfitta.

### Risultati
|               | Aaf  | AB   | B 93 | Bra  | Esb  | Fre  | Hel  | Jam  | Kol  | Ros  | Ski  | Thi  |
| ------------- | ---- | ---- | ---- | ---- | ---- | ---- | ---- | ---- | ---- | ---- | ---- | ---- |
| Aarhus Fremad | –––– | 1-1  | 2-0  | 0-0  | 0-1  | 2-1  | 2-1  | 3-0  | 1-1  | 1-1  | 2-2  | 5-0  |
| AB            | 2-2  | –––– | 3-1  | 2-2  | 0-0  | 6-0  | 2-0  | 3-0  | 3-3  | 3-2  | 5-2  | 2-1  |
| B.93          | 1-0  | 1-0  | –––– | 4-0  | 2-2  | 2-1  | 3-1  | 3-0  | 3-2  | 3-1  | 3-1  | 2-0  |
| Brabrand      | 2-3  | 0-3  | 1-2  | –––– | 1-3  | 0-0  | 2-0  | 3-0  | 0-3  | 1-0  | 1-0  | 1-3  |
| Esbjerg       | 0-2  | 3-2  | 4-2  | 5-1  | –––– | 2-0  | 4-0  | 3-0  | 2-1  | 2-1  | 0-0  | 2-2  |
| Frem          | 0-1  | 1-3  | 1-2  | 1-1  | 3-4  | –––– | 1-1  | 2-0  | 1-3  | 1-2  | 2-0  | 1-1  |
| Hellerup      | 1-3  | 2-4  | 1-3  | 0-2  | 1-0  | 1-1  | –––– | 3-0  | 2-2  | 1-0  | 1-2  | 2-1  |
| Jammerbugt    | 0-3  | 0-3  | 0-3  | 0-3  | 0-3  | 0-3  | 1-4  | –––– | 0-3  | 0-3  | 0-3  | 0-3  |
| Kolding IF    | 0-1  | 1-0  | 2-1  | 1-0  | 2-0  | 2-2  | 4-0  | 1-0  | –––– | 2-1  | 2-1  | 4-0  |
| Roskilde      | 4-6  | 3-0  | 1-3  | 1-1  | 0-1  | 2-1  | 1-2  | 3-0  | 0-0  | –––– | 3-3  | 0-1  |
| Skive         | 1-3  | 2-2  | 1-1  | 2-1  | 2-1  | 0-0  | 0-1  | 3-0  | 0-4  | 1-1  | –––– | 1-2  |
| Thisted       | 0-4  | 1-2  | 0-2  | 0-1  | 1-0  | 3-0  | 3-0  | 3-0  | 0-1  | 1-1  | 0-0  | –––– |

## Seconda fase

### Play-off promozione

#### Classifica finale
|  | Pos. | Squadra       | Pt | G  | V  | N | P  | GF | GS | DR  |
|  | ---- | ------------- | -- | -- | -- | - | -- | -- | -- | --- |
|  | 1.   | Kolding IF    | 68 | 32 | 20 | 6 | 6  | 63 | 27 | +36 |
|  | 2.   | B.93          | 66 | 32 | 20 | 6 | 6  | 63 | 38 | +25 |
|  | 3.   | Esbjerg       | 65 | 32 | 20 | 5 | 7  | 61 | 34 | +27 |
|  | 4.   | Aarhus Fremad | 63 | 32 | 19 | 6 | 7  | 64 | 35 | +29 |
|  | 5.   | AB            | 48 | 32 | 13 | 9 | 10 | 63 | 52 | +11 |
|  | 6.   | Thisted       | 34 | 32 | 9  | 7 | 16 | 34 | 48 | -14 |

Legenda:
      promossa in 1. Division 2023-2024
Note:

Tre punti a vittoria, uno a pareggio, zero a sconfitta.

#### Risultati
|               | AaF  | AB   | B 93 | Esb  | Kol  | Thi  |
| ------------- | ---- | ---- | ---- | ---- | ---- | ---- |
| Aarhus Fremad | –––– | 5-2  | 0-2  | 1-3  | 1-3  | 2-1  |
| AB            | 0-3  | –––– | 0-3  | 1-1  | 1-3  | 2-2  |
| B.93          | 2-1  | 3-3  | –––– | 1-2  | 1-5  | 1-1  |
| Esbjerg       | 3-1  | 0-2  | 1-2  | –––– | 1-0  | 2-1  |
| Kolding IF    | 0-2  | 1-0  | 1-1  | 1-2  | –––– | 1-0  |
| Thisted       | 0-1  | 2-1  | 0-0  | 1-4  | 0-3  | –––– |

### Classifica finale
|  | Pos. | Squadra    | Pt | G  | V  | N  | P  | GF | GS | DR  |
|  | ---- | ---------- | -- | -- | -- | -- | -- | -- | -- | --- |
|  | 7.   | Roskilde   | 47 | 32 | 13 | 8  | 11 | 52 | 39 | +13 |
|  | 8.   | Brabrand   | 41 | 32 | 11 | 8  | 13 | 39 | 45 | -6  |
|  | 9.   | Hellerup   | 40 | 32 | 12 | 4  | 16 | 43 | 49 | -6  |
|  | 10.  | Skive      | 37 | 32 | 9  | 10 | 13 | 43 | 50 | -7  |
|  | 11.  | Frem       | 30 | 32 | 7  | 9  | 15 | 41 | 56 | -15 |
|  | 12.  | Jammerbugt | 0  | 32 | 0  | 0  | 32 | 1  | 94 | -93 |

Legenda:
      retrocessa in 3. Division 2023-2024 
Note:

Tre punti a vittoria, uno a pareggio, zero a sconfitta.

#### Risultati
|            | Bra  | Fre  | Hel  | Jam  | Ros  | Ski  |
| ---------- | ---- | ---- | ---- | ---- | ---- | ---- |
| Brabrand   | –––– | 2-1  | 1-0  | 3-0  | 1-1  | 2-2  |
| Frem       | 1-1  | –––– | 2-2  | 3-0  | 2-5  | 3-0  |
| Hellerup   | 3-1  | 4-0  | –––– | 3-0  | 0-1  | 1-2  |
| Jammerbugt | 0-3  | 0-3  | 0-3  | –––– | 0-3  | 0-3  |
| Roskilde   | 1-0  | 3-0  | 1-0  | 3-0  | –––– | 1-1  |
| Skive      | 3-1  | 1-3  | 0-2  | 3-0  | 1-2  | –––– |